# Mitsubishi Ki-20
Mitsubishi Ki-20 (Mitsubishi Typ 92) – japoński ciężki bombowiec przeznaczony dla lotnictwa Cesarskiej Armii Japońskiej będący zmodyfikowaną wersją niemieckiego samolotu transportowego Junkers G 38. Pod wieloma względami był to wyjątkowy samolot w japońskim lotnictwie. Był to pierwszy czterosilnikowy samolot bombowy, pierwsza maszyna wyposażona w kółko ogonowe zamiast płozy, dysponująca największą powierzchnią nośną ze wszystkich samolotów wyprodukowanych w Japonii.  

## Historia

### Geneza
Po pierwszych doświadczeniach z bombowcem Kawasaki Typ 87 Cesarska Armia Japońska zapragnęła pozyskać maszynę zdolną po starcie z lotnisk na Formozie do zaatakowania amerykańskiej bazy na Corregidorze. Idealną maszyną do wykonania takiego zadania wydawał się być niemiecki samolot pasażersko towarowy Junkers G 38. Był to w owym czasie jeden z największych samolotów na świecie. Co prawda Junkers nie produkował wersji wojskowej samolotu ale wytwórnia skłonna była podjąć się zadania stworzenia takiej konstrukcji w celu podjęcia jej licencyjnej produkcji w kraju zamawiającego. G 38 został oblatany w 1929 roku ale już rok wcześniej, we wrześniu 1928 roku Mitsubishi Kokuki Kabushiki Kaisha jak wówczas nazywały się lotnicze zakłady Mitsubishi, zawarły kontrakt z Junkersem na opracowanie ciężkiego bombowca w oparciu o konstrukcję G 38 i podjęcie jego licencyjnej produkcji w Japonii. Nowy projekt otrzymał wstępne oznaczenie fabryczne K 51. W pracach w Dessau wzięli udział japońscy inżynierowie z głównym konstruktorem Mitsubishi, Nobushiro Nakata na czele.

### Projekt
Wszystkie prace związane z nową maszyną zostały głęboko utajnione. Podczas gdy w Niemczech trwały prace projektowe, w Japonii w Nagoi wybudowano specjalną fabrykę przeznaczoną do produkcji nowych bombowców. Otrzymała ona nazwę Fabryka Samolotów Metalowych Nr 2 (Dai-Ni Kinzoku Hikoki Kojo). Wytwórnia gotowa była w lutym 1930 roku a w kwietniu tego samego roku w Niemczech zakupiono niezbędne wyposażenie i maszyny do produkcji samolotu. Uruchomienie produkcji nadzorowała grupa niemieckich specjalistów pod kierunkiem Eugena H. Schade. W sierpniu 1931 roku gotowy był pierwszy bombowiec. Do swojego dziewiczego lotu samolot wzbił się z lotniska Kakamigahara 26 października (według niektórych źródeł 26 grudnia) 1931 roku. Za sterami maszyny siedział pilot fabryczny Junkersa Wilhelm Zimmermann (niektóre źródła podają, że byli to jednak piloci japońscy). W sierpniu 1932 r. ukończono kolejną maszynę, obydwa samoloty zbudowano z części i podzespołów przywiezionych z Niemiec. W kolejnych bombowcach udział własnych wyrobów był już coraz większy. Do końca 1932 roku oddano do użycia trzecią maszynę, w 1933 r. czwartą a do marca 1935 roku ostatnie dwa samoloty z zamówionych przez armię sześciu. 

## Służba

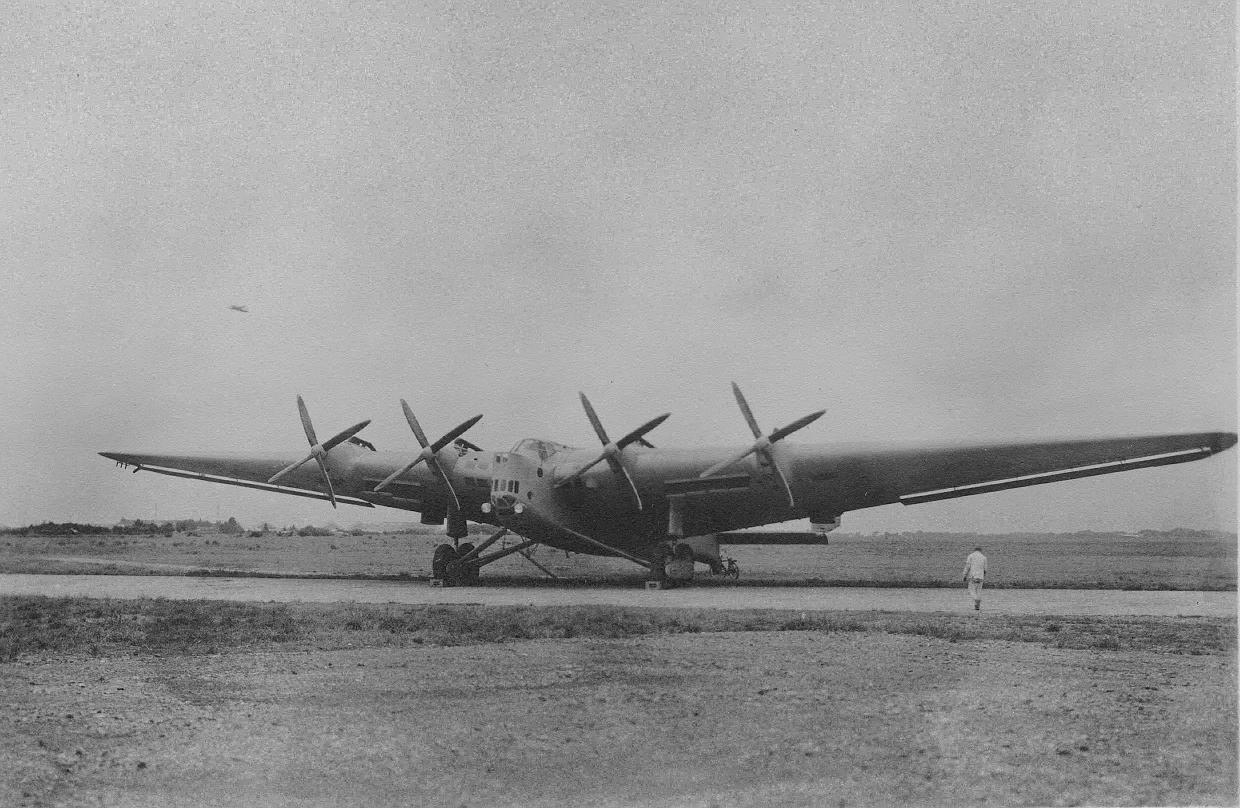
Mitsubishi Ki-20 na lotnisku w Hamamatsu

Po oblocie pierwszego egzemplarza K 51, trafił on na lotnisko w Tachikawa w celu odbycia dalszych testów. W maju 1932 roku samolot został przeniesiony na lotnisko w Hamamatsu i wcielony do 7 pułku lotniczego w celu odbycia prób wojskowych. W miarę trwania produkcji trafiały tam również pozostałe egzemplarze. W 1933 roku nowy bombowiec otrzymał oznaczenie Ciężki Samolot Bombowy Typ 92 (Kyu-Ni-Shiki Jubakugekiki) w skrócie 92 Jubaku, które dopiero po kilku latach, wraz z wejściem systemu numeracji Ki Go zmieniono na Ki-20. Wszystkie samoloty zgrupowano w tajnej kompanii ciężkich bombowców oznaczonej jako Bo Chutai włączonej w 1938 roku do 7. Grupy Lotniczej. Istnienie samolotów było objęte ścisłą tajemnicą na tyle dużą, że po raz pierwszy publicznie samolot pokazano w 1940 roku podczas defilady w Tokio. W oficjalnych dokumentach zamiast oznaczenia Ki-20 używano terminu Superciężki Samolot Bombowy (Chojubakugekiki). Maszyny nie posiadały wymalowanych numerów (z wyjątkiem pierwszego egzemplarza). W 1940 roku samoloty zostały wycofane z uzbrojenia i złomowane, odzyskując użyte do budowy Ki-20 aluminium. Jeden z egzemplarzy zachowano w muzeum lotnictwa w Tokorozawie jednak po zakończeniu wojny został on zniszczony na polecenie alianckich władz okupacyjnych. Maszyny nigdy nie zostały wykorzystane bojowo. Głównym powodem takiego stanu rzeczy było daleko posunięte utajnienie istnienia bombowca, jak również spore problemy w eksploatacji tak dużej maszyny. Wymagała ona specjalnie przygotowanych lotnisk o utwardzonej nawierzchni, na których musiały być obecne specjalne ciągniki o bardzo dużym udźwigu, zdolne do holowania i manewrowania ważącym prawie 15 ton bombowcem.

## Konstrukcja
Ki-20 był wolnonośnym średniopłatem o całkowicie metalowej konstrukcji z pracującym pokryciem wykonanym z blachy falistej. Podwozie stałe z dwoma zespołami kół głównych, po dwa koła jedno za drugim oraz pojedynczym kołem ogonowym. Usterzenie zbudowane z dwóch stateczników poziomych połączonych trzema statecznikami pionowymi. Jednostkę napędową tworzyły cztery, 12-cylindrowe silniki rzędowe Junkers L 88 (pierwsze cztery maszyny, piąta i szósta otrzymały silniki Junkers Jumo 204) umieszczone na krawędzi natarcia skrzydła, napędzające czterołopatowe, drewniane śmigła. Załogę samolotu tworzyło dziesięć osób, dowódca maszyny, dwóch pilotów, bombardier, radiooperator, główny mechanik i czterech mechaników odpowiedzialnych za kontrolę pracy każdego z silników. Ich stanowiska znajdowały się w skrzydłach samolotu, grubość ich profilu sięgała 2 metrów.

## Uzbrojenie
Ki-20 mógł przenosić maksymalnie 5000 kg bomb (normalnie 2000 kg), a jako że maszyna nie posiadała komory bombowej, bomby podwieszane były na zewnętrznych zaczepach pod kadłubem i pod zewnętrznymi silnikami. Na grzbiecie kadłuba umieszczono działko Oerlikon kalibru 20 mm obsługiwane przez radiooperatora lub głównego mechanika. Na dziobie znajdowało się odkryte stanowisko zdwojonych karabinów maszynowych kalibru 7,7 mm obsługiwane przez bombardiera. W gondolach umieszczonych na krawędzi spływu skrzydła, na przedłużeniu zewnętrznej pary silników umieszczono kolejne dwa, zdwojone stanowiska karabinów maszynowych obsługiwane przez mechaników pokładowych. Pod zewnętrznymi silnikami znajdowały się wysuwane ze skrzydeł pojedyncze stanowiska strzeleckie karabinów kalibru 7,7 mm.